# Wenceslao Tejerina Fotheringham
Wenceslao Tejerina Fotheringham fue un destacado médico argentino del siglo XX. Junto al doctor Oscar Cames fue uno de los dos «grandes maestros de la cirugía de Rosario con transcendencia en el ámbito nacional e internacional, fueron los precursores de la cirugía cardiovascular».

## Biografía
Nació el 2 de junio de 1901 en una estancia cercana a Río Cuarto, provincia de Córdoba, hijo de Wenceslao Tejerina Tissera y de Adela Fotheringham Ordóñez, hija del general Ignacio Fotheringham. Su padre era hijo de Wenceslao Tejerina Uraga (1839-1892).
En 1917 ingresó a la Facultad de Medicina de la Universidad de Buenos Aires. Pese a sus dificultades económicas pudo graduarse en 1923 y, tras trabajar como agregado del servicio de cirugía General del doctor Aquiles Pirovano, se afincó en la ciudad de Rosario, provincia de Santa Fe, donde fue nombrado cirujano de urgencia en el Hospital Rosario, actuando luego en la Asistencia Pública.
En 1928 fue contratado por el Hospital del Centenario como médico agregado al servicio del doctor Alberto Baraldi.
En septiembre de 1934 integró el Comité Ejecutivo del 5° Congreso Nacional de Medicina realizado en la ciudad de Rosario.
En 1940 fue nombrado profesor titular de Patología Quirúrgica en la Facultad de Medicina de Rosario y pocos meses más tarde designado profesor adjunto de Clínica Quirúrgica.
En 1941 fue nombrado jefe del servicio de Cirugía del Hospital Italiano de Rosario.
El 22 de septiembre de 1966 fue designado por decreto presidencial para integrar el Consejo Asesor de la Enseñanza Universitaria Oficial.
Fue miembro fundador de la Sociedad de Cirugía de Rosario, presidiendo la institución entre 1938 y 1939 y entre 1954 y 1955. Fue presidente del 21° Congreso Argentino de Cirugía, así como de la Asociación Argentina de Cirugía.
Fue autor de varios libros de carácter profesional, entre ellos Peritonitis biliar sin perforación: coleperitoneo (1938), Operaciones urgentes (circa 1947), Tratamiento de las fracturas de la bóveda del cráneo (orientaciones prácticas), y ―en colaboración con Jorge M. Moroni― Pancreatitis agudas y crónicas (1962).
Su actividad científica le dio prestigio en el extranjero, lo que le valió ser designado profesor honorario de las universidades de Montevideo y Santiago de Chile.
En 1980 sufrió un accidente cerebrovascular del que nunca llegó a recuperarse completamente, falleciendo en Rosario en el año 1985.
Había casado en primeras nupcias en Buenos Aires con María Julia Sobrecasas, con quien tuvo cuatro hijos (Wenceslao, Ricardo León, Julia Adela y Ana María Tejerina Sobrecasas), y, ya en Rosario, en segundas nupcias con Raquel Marull.